# Drepanogynis monas
Drepanogynis monas là một loài bướm đêm trong họ Geometridae.